# Lega Nazionale B (hockey su pista)
La Lega Nazionale B è la divisione cadetta del campionato svizzero maschile di hockey su pista.

## Storia

### Denominazioni
- 1952-1955: Lega Nazionale B
- dal 1956: Lega Nazionale B

## Partecipanti stagione 2015-2016
- Dornbirn
- Gipf-Oberfrick
- Jet Ginevra
- Münsingen Wölfe
- Pully
- Thunerstern
- Uttigen Devils
- Wolfurt

## Albo d'oro
- 2011 RHC Munsingen
- 2010 RHC Friedlingen
- 2009 RHC Dornbirn
- 2008 RHC Uri
- 2007 RHC Vordemwald
- 2006 RSV Weil
- 2005 RHC Diessbach
- 2004 RC Biasca
- 2003 RHC Langenthal
- 2002 Riviera Chablais
- 2001 Villeneuve HC
- 2000 RHC Langenthal
- 1999 RHC Langenthal
- 1998 Villeneuve HC
- 1997 RHC Vordemwald
- 1996 non disputato
- 1995 non disputato
- 1994 non disputato
- 1993 non disputato
- 1992 non disputato
- 1991 non disputato
- 1990 RSC Uttigen
- 1989 Juventus Montreux
- 1988 RHC Langenthal
- 1987 RC Bern
- 1986 Pully RHC
- 1985 RC Bern
- 1984 Wimmis RHC
- 1983 Genève RHC
- 1982 Lausanne Sports
- 1981 RSC Winterthur
- 1980 Juventus Montreux
- 1979 Pully RHC
- 1978 Vevey HC
- 1977 Etoile Montreux
- 1976 Juventus Montreux
- 1975 SC Thunerstern
- 1974 Lausanne Sports
- 1973 Etoile Montreux
- 1972 Lausanne Roller
- 1971 Pully RHC
- 1970 Juventus Montreux
- 1969 Lausanne Roller
- 1968 RC Zürich
- 1967 RC Zürich
- 1966 RC Zürich
- 1965 Montreux HC II
- 1964 Lausanne Roller
- 1963 Montreux HC II
- 1962 Lausanne Roller
- 1961 RC Zürich
- 1960 Montreux HC II
- 1959 Urania Genève
- 1958 Montreux HC II
- 1957 Lions Lausanne
- 1956 non disputato
- 1955 RC Zürich II
- 1954 Lausanne HC
- 1953 Juventus Montreux / Zurich